# Daniel Aleksandrov
Daniel Tichomirov Aleksandrov (in bulgaro Даниел Тихомиров Александров?; Dupnica, 13 settembre 1991) è un lottatore bulgaro, specializzato nella lotta greco-romana.

## Biografia
Ai Giochi europei di Baku 2015 si è aggiudicato il bronzo nel torneo degli 80 chilogrammi.
Ha rappresentato la Bulgaria ai Giochi olimpici estivi di Rio de Janeiro 2016, dove è stato eliminato ai sedicesimi di finale nella categoria dei 75 kg.
In carriera ha vinto una medaglia d'argento e due di bronzo ai campionati europei.

## Palmarès
- Europei

Riga 2016: bronzo negli 80 kg.
Kaspijsk 2018: bronzo negli 82 kg.
Roma 2020: argento negli 82 kg.
- Giochi europei

Baku 2015: bronzo negli 80 kg.